# Yuh
Yuh（ユウ、7月28日 - ）は、日本のギターリストである。ドイツ連邦共和国バイエルン州ミュンヘン市出身。血液型A型。vistlipのメンバー。メンバーカラーは紫。since i RE:MADEとしても活動中。